# Sabouciré Logo
Sabouciré Logo est une localité de la commune rurale malienne de Logo dans le cercle de Diamou et la région de Kayes. 

## Géographie
La localité de Sabouciré est située sur la rive gauche du fleuve Sénégal, et sur la route nationale RN 22 (axe Kayes-Diamou) à 5 km au nord du chef-lieu communal Kakoulou.

## Histoire
La localité est la capitale historique du royaume du Logo, royaume Malinke fondé par Dra-Makan Sissoko originaire du Diébé (Kéniéba) en 1600.
Le 22 septembre 1878 se déroule la bataille de Sabouciré durant laquelle le roi du Logo Niamody Sissoko perd la vie. En 2010, le  Président Amadou Toumani Touré lance les festivités de Logo Sabouciré et érige le monument Tabulo, le vestibule du roi en réhabilitant le Tata qui a servi de défense lors de la bataille,. La colonne expéditionnaire française est opposée à 2 000 guerriers maures et toucouleurs, selon le rapport du lieutenant-colonel Reybaud, le bilan est 150 morts dans les rangs du Logo et de 13 tués et 51 blessés parmi les troupes françaises

## Infrastructures et services
Lors du recensement de 2009, la localité est desservie par les services suivants :
- une école
- une formation de santé
- un point d'eau